# Hasensee (Emkendorf)

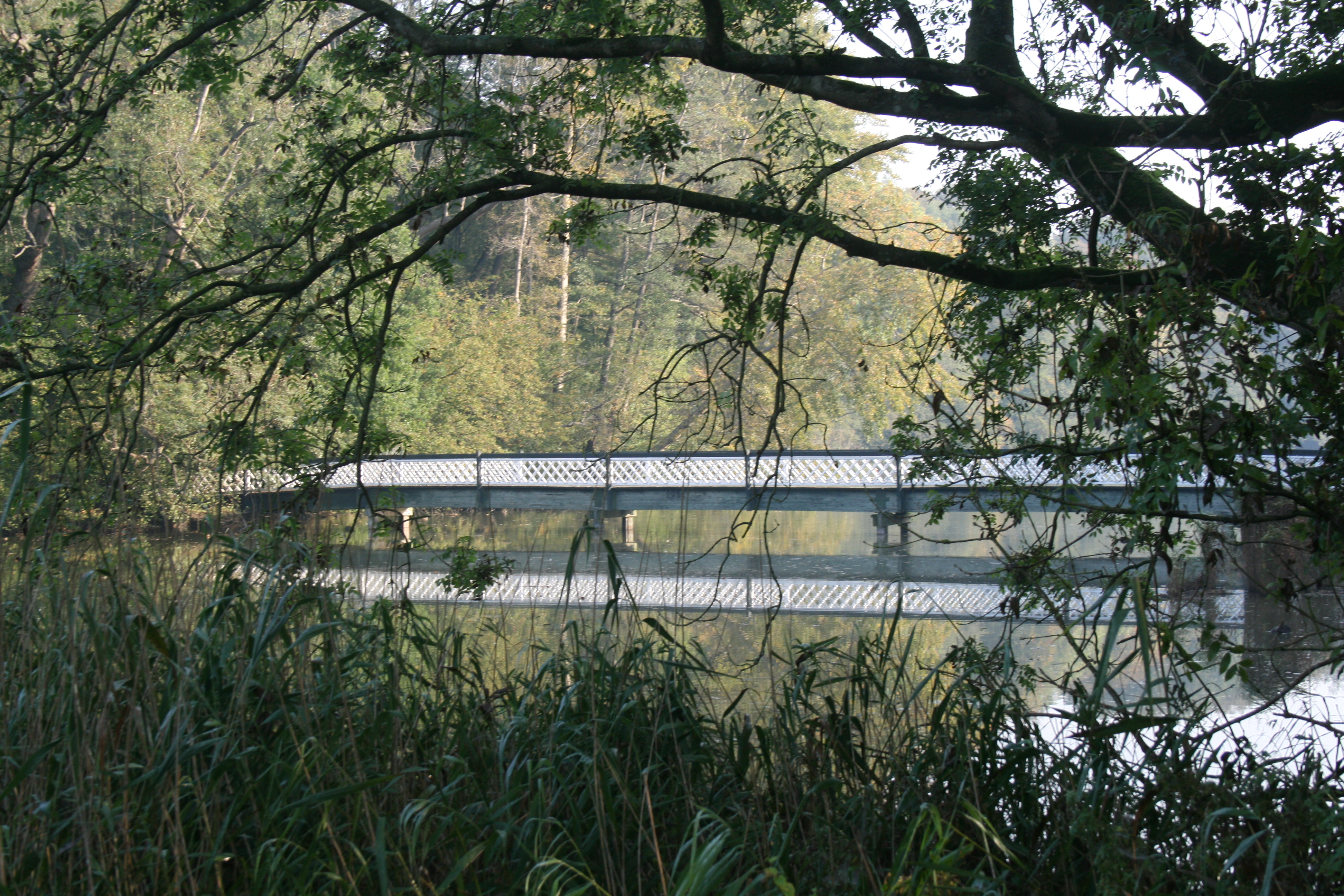
Brücke über den Hasensee

Der Hasensee  ist ein See im Kreis Rendsburg-Eckernförde im deutschen Bundesland Schleswig-Holstein. Er befindet sich östlich der Gemeinde Emkendorf und ist etwa 5 ha groß. Der See ist in die Parkanlage von Gut Emkendorf integriert.